# カマキリアド
『カマキリアド』(英語: Kamakiriad)は、ドナルド・フェイゲンが1993年にリリースした2作目のソロ・アルバム。プロデュースをスティーリー・ダン時代のパートナーであったウォルター・ベッカーが担当。スティーリー・ダンが活動を停止した1980年以来の共同制作となった。

## 解説
このアルバムは、ナレーターがハイテク自動車「カマキリ号」に乗って旅をする、というテーマの近未来的な連作歌曲である。タイトルの『カマキリアド』とは、日本語の「カマキリ」と、ギリシャ古典文学『イリアス』の英語表記である「イリアッド」を合わせたものである。
このアルバムは、フェイゲンにとって長いライターズ・ブロックの後に来る作品である。収録曲は、フェイゲンの中年期の観点に基づいたものとなっている（それと対応するように、1982年の前作『ナイトフライ』は青年期の幻想、2006年の次作『モーフ・ザ・キャット』は老年期の沈思と死をテーマにしている）。
フェイゲンとベッカーは、このアルバムの販促のためにスティーリー・ダン名義で1974年以来となるツアーを行い、これがきっかけで後にスティーリー・ダンを再結成することになる。

## 収録曲
記載なきものはドナルド・フェイゲン作詞・作曲。
1. トランス-アイランド・スカイウェイ - Trans-Island Skyway 6:30
2. カウンタームーン - Countermoon 5:05
3. スプリングタイム - Springtime 5:06
4. スノウバウンド - Snowbound (Walter Becker, Donald Fagen) 7:08
5. トゥモロウズ・ガールズ - Tomorrow's Girls 6:17
6. フロリダ・ルーム - Florida Room (Donald Fagen, Libby Titus) 6:02
7. オン・ザ・デューンズ - On the Dunes 8:07
8. ティーハウス・オン・ザ・トラックス - Teahouse on the Tracks 6:09

## レコーディング・メンバー
- ドナルド・フェイゲン - キーボード、ボーカル
- ウォルター・ベッカー - ベース、ギター
- ランディ・ブレッカー - トランペット、フリューゲルホルン
- コーネリアス・バンパス - テナーサクソフォーン
- アンジェラ・クレモンス＝パトリック - バックグラウンドボーカル
- リロイ・クラウデン - パーカッション、ドラムス
- ロニー・キューバー - バリトンサクソフォーン
- イリノイ・エロハイニュ - テナーサクソフォーン[注釈 1]
- ローレンス・フェルドマン - フルート、テナーサクソフォーン
- フランク・"ハーモニカ・フランク"・フロイド - バックグラウンドボーカル
- ダイアン・ガリスト - バックグラウンドボーカル
- ポール・グリフィン - ハモンドオルガン
- エイミー・ヘルム - バックグラウンドボーカル
- バシリ・ジョンソン - パーカッション
- バーチ・ジョンソン - トロンボーン
- ミンディ・ジョスリン - バックグラウンドボーカル
- ブレンダ・キング - バックグラウンドボーカル
- カーティス・キング - バックグラウンドボーカル
- ルー・マリーニ - クラリネット、フルート、アルトサクソフォーン
- デニス・マクダーモット - ドラムス
- ジェニー・マルダー - バックグラウンドボーカル
- クリストファー・パーカー - ドラムス
- ジム・ピュー - トロンボーン
- ティム・リース - テナーサクソフォーン
- ロジャー・ローゼンバーグ - バリトンサクソフォーン
- アラン・ルビン - トランペット、フリューゲルホルン
- キャサリン・ラッセル - バックグラウンドボーカル
- ダイアン・ソレル - バックグラウンドボーカル
- フォンジー・ソーントン - バックグラウンドボーカル
- デイヴィッド・トファニ - フルート、テナーサクソフォーン
- ゲオルク・ワデニウス - ギター

## 制作
- プロデューサー：ウォルター・ベッカー
- エンジニア：フィル・バーネット、デイヴィッド・マイケル・ディル、トム・フリッツ、アンディ・グラッシ、トロイ・ハルダーソン、ボブ・ミッチェル、ジョン・ネフ、ロジャー・ニコルズ、デイヴ・ラッセル、ジェイ・A・ライアン、トニー・ボランチ、ウェイン・ユーゲラン